# Kaple svatého Jana Nepomuckého (Hamry)
Barokní zděná kaple svatého Jana Nepomuckého se nachází od roku 1760 v osadě Svatojánské Lázně, asi 1 km severozápadně od centra obce Hamry v okrese Chrudim. Kaple je od roku 1958 chráněna jako nemovitá kulturní památka ČR.

## Historie
Kaple svatého Jana Nepomuckého byla postavena v roce 1760 nad studánkou, které byly přičítány zázračné léčivé vlastnosti. Kolem ní vznikly kolem roku 1645 lázně s hostincem. Lázně zanikly v polovině 19. století, hostinec pak v roce 1875. U kaple v minulosti rostla až do svého vyvrácení vichřicí v roce 2013 památná lípa. Voda ze studánky nyní teče do malého rybníčka pod kaplí.

## Popis
Kaple svatého Jana Nepomuckého je tvořena obdélnou lodí s odsazeným půlkruhovým závěrem. Sedlová střecha, která nad závěrem přechází do zaoblené valby, je krytá pozinkovaným, zeleně natřeným plechem. Na střeše kaple se nachází osmiboká věžička se zvonem zakončená cibulovitou bání.
Fasáda kaple je žlutá, boky jsou opatřeny bílými lisenami. Nad vchodem je nad římsou trojúhelníkový fronton s kruhovým okénkem. Vedle dveří je ve stěně výklenková nika.
Do kaple se sestupuje po dvou schodech. Vnitřní prostor je rozdělen kovanou čtyřdílnou mříží na dvě části. Klenba je zaklenuta do kříže s hřebínky. Klenba spočívá na třech klenebních pásech, z nichž nejvýchodnější tvoří vítězný oblouk. Pásy nesou pilastry s profilovanými hlavicemi.